# NGC 75
Az NGC 75 egy lentikuláris galaxis az Pisces (Halak) csillagképben.

## Felfedezése
Az NGC 75 galaxist Lewis A. Swift fedezte fel 1886. október 22-én.

## Tudományos adatok
A galaxis 5800 km/s sebességgel távolodik tőlünk.